# Hammondorgel

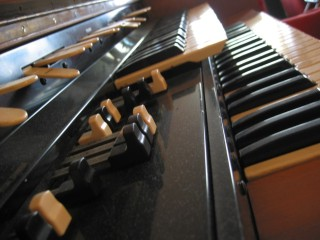
Hammond L100 met drawbars

Het hammondorgel is een elektromechanisch orgel, ontworpen en gebouwd door Laurens Hammond, die er op 24 april 1934 octrooi op kreeg. Hoewel het hammondorgel oorspronkelijk verkocht werd aan kerken als goedkoop alternatief voor het pijporgel, werd het later ook gebruikt voor jazz en, in grotere mate, voor rock en gospel.

## Achtergrond
Als imitatie van een pijporgel, dat rijen van pijpen van verschillende registers (klankkleuren) heeft, gebruikt het hammondorgel additieve synthese van golfvormen van harmonische series om het geluid te vormen. Net als in Thaddeus Cahills eerdere telharmonium worden de golfvormen gemaakt door mechanische toonwielen.
Omdat de golfvormen worden gemaakt door elektrisch-mechanische toonwielen en niet door elektronische oscillatoren wordt het hammondorgel elektrisch en niet elektronisch genoemd. Het hart van het Hammondorgel is een elektromotor (synchroonmotor), die met een constante snelheid draait. Op een aan de motor bevestigde as bevinden zich een soort tandwielen (de toonwielen) met elk een ander aantal vertandingen. Bij de toonwielen zijn opneemspoeltjes (pickups) geplaatst waarin door de vertandingen van de draaiende toonwielen een sinusvormige wisselspanning wordt opgewekt. Hoe meer vertandingen er per tijdseenheid passeren hoe hoger de door het opneemspoeltje afgegeven frequentie van de wisselspanning, en dus de toon. Deze toon is een zuivere fluittoon, zonder harmonischen. De vertandingen verlopen vanaf 2 voor de laagste toon via 4, 8, 16, 32, 64, 128 tot en met 192 tanden voor de hoogste toon. Het aantal toonwielen verschilt per model; het B3-model heeft het maximale aantal van 91 stuks. Om de hoofdmotor op gang te brengen wordt gebruik gemaakt van een 'startmotor'.
Een typische eigenschap van het hammondorgel is het gebruik van drawbars (schuifweerstanden), als een soort imitatie van de registers bij een pijporgel, om de golfvormen in variërende mate te mengen en zo de klankkleur in te stellen. Een andere eigenschap is een elektromechanisch vibrato. Het herkenbare key click-geluid, een scherpe aanzet tot de toon, was oorspronkelijk een gebrek in het ontwerp, maar werd later een onderdeel van de hammondklank dat nu door moderne orgels wordt geïmiteerd.
Vaak worden lesliespeakers gebruikt bij hammondorgels, hoewel Leslie in het begin een concurrent van Hammond was. Bij hammondorgels wordt dit geluidssysteem toegepast in de vorm van een lesliebox. In deze separaat opgestelde geluidskast draait een trommel met een gleuf erin rond en deze verspreidt het geluid van de in de trommel geplaatste luidspreker. Dit veroorzaakt een ruimtelijk effect door het optredende dopplereffect. Bij hammondorgels worden meestal twee trommelsnelheden toegepast: tremolo (snel) en chorus (langzaam). Omdat Hammondorgels in eerste instantie waren bedoeld als goedkopere alternatieven voor pijporgels bij kerkdiensten, werd de lesleybox gebruikt om het orgelgeluid gelijkmatig door de kerkruimte te verspreiden.
Het Hammond-model B3 was, en is nog steeds, het meest gebruikte model. De types A100 en C3 zijn technisch gelijk aan de B3.

De meeste hammondorgels hebben geen "volledig pedaal" (zoals een kerkorgel) met het oog op een goedkopere productie, en afmetingen om ermee op locatie te kunnen spelen.

## Imitaties
Een natuurgetrouwe elektronische imitatie van het hammondgeluid is moeilijk, doordat de combinatie van de toonwielen vrijwel niet elektronisch op te wekken is.

Na de introductie van digitale technieken (zoals sampling, digitale synthese en DSP's) kwamen er orgels met een goede imitatie van de beroemde klank. Ook Hammond (inmiddels eigendom van het Japanse bedrijf Suzuki Musical Instruments) maakt nu digitale orgels (zoals de X-B3 en de portable XK3/XK2/XK1). Ook kunnen met Midi-keyboards en een sample set van de Hammond B3 en A100 deze complete instrumenten - onder de licenties van Hammond en Suzuki Musical Instruments - voor een fractie van de werkelijke kosten worden nagebootst, zoals met de IK Multimedia Hammond B-3X.

## Bekende spelers
- Don Airey
- Gregg Allman
- Pat Bianchi
- André Bijleveld
- André Brasseur
- John "Rabbit" Bundrick
- Bert van den Brink
- Ray Charles
- Wild Bill Davis
- Barbara Dennerlein
- Lachy Doley
- Keith Emerson
- Sven Figee
- Rob Franken
- Ken Hensley
- Booker T. Jones
- Bradley Joseph
- Jon Lord
- Thijs van Leer
- Rick van der Linden
- Arjen Lucassen
- Ray Manzarek
- Jack McDuff
- Jimmy McGriff
- Stef Meeder
- Rob Mostert
- Robin Piso
- Billy Preston
- Rhoda Scott
- Jimmy Smith
- Roel Spanjers
- Cor Steyn
- Eric van Tijn
- Rick Wakeman
- Walter Wanderley
- Steve Winwood
- Rick Wright
- Klaus Wunderlich
- Carlo de Wijs
- Akiko Tsuruga